# Classe Sachsen (1877)
Pour les articles homonymes, voir Classe Sachsen (2001).
La classe Sachsen est une série de quatre frégates cuirassées à réduit central et barbette, construite en fin des années 1870 pour la Marine impériale allemande.

## Conception
Cette classe de navires, lancée au début des années 1880, a été conçue pour naviguer en mer Baltique. Son armement principal était constitué de 6 canons de 260 mm ; 4 dans le réduit central et 2 en barbette avant.

En 1886, la classe a été modifiée pour recevoir un armement supplémentaire de 5 tubes lance-torpilles ; 2 de 450 mm sur les flancs, 2 de 350 mm en proue et 1 de 350 mm en poupe.

## Les unités de la classe
| Classe Sachsen  | Classe Sachsen         | Classe Sachsen   | Classe Sachsen  | Classe Sachsen  | Classe Sachsen                              | Classe Sachsen |
| Nom             | Chantier naval         | Mise en chantier | Lancement       | Armement        | Fin                                         | Photo          |
| --------------- | ---------------------- | ---------------- | --------------- | --------------- | ------------------------------------------- | -------------- |
| SMS Sachsen     | AG Vulcan Stettin      | avril 1875       | 21 juillet 1877 | 20 octobre 1878 | déclassé 12 février 1910 détruit 5 mai 1919 |                |
| SMS Bayern      | Kaiserliche Werft Kiel | en 1874          | 13 mai 1878     | avril 1882      | déclassé 19 février 1910 détruit en 1919    |                |
| SMS Württemberg | AG Vulcan Stettin      | en 1876          | 9 novembre 1878 | 9 mai 1881      | 20 octobre 1920 détruit en 1921             |                |
| SMS Baden       | Kaiserliche Werft Kiel | en 1876          | 28 juillet 1880 | 13 octobre 1883 | rayé le 24 octobre 1910                     |                |

### Sources
- (de) Cet article est partiellement ou en totalité issu de l’article de Wikipédia en allemand intitulé « Sachsen-Klasse (1877) » (voir la liste des auteurs).